# Solitó
Un solitó és una ona solitària que es propaga sense deformar-se en un medi no lineal conseqüència d'un equilibri (sovint precari) entre la dissipació i la no-linealitat del medi.
Es troba en fenòmens físics descrits per un conjunt d'equacions diferencials en derivades parcials no lineals. Des d'un punt de vista matemàtic, és una solució a problemes en què la topologia (les condicions de contorn) compatible amb les equacions conté diferents classes d'equivalència (homotopies). No hi ha forma de transformar de manera contínua una solució de les equacions que pertanyi a una homotopia fins a arribar a una altra solució en una homotopia diferent. El fenomen de l'atenuació d'una ona consisteix en la deformació contínua de l'ona fins a la solució trivial, sense ones en el medi (l'estat d'equilibri). Els solitons són solucions que pertanyen a una homotopia diferent de la trivial, de manera que l'atenuació no pot portar a la desaparició total del solitó.
Eventualment, el solitó desapareix, però a conseqüència d'una modificació de les equacions de les quals era solució, sigui a causa d'una modificació de les propietats no lineals del medi o per la introducció/modificació d'un mecanisme dissipatiu.
El fenomen físic fou descrit per primera vegada per l'escocès John Scott Russell, que el va observar inicialment en la propagació d'una ona al llarg d'un canal d'aigua (l'Union Canal, d'Edimburg a Falkirk). Russell va seguir durant diversos quilòmetres una ona que no semblava afeblir-se i anava remuntant el corrent. Posteriorment, Russell reproduí el fenomen en una cubeta d'ones.
En tractar-se d'ones líquides que es trameten riu amunt, el fenomen té una denominació específica: mascaret.